# Caius Cassius Parmensis
Gaius Cassius Parmensis est un écrivain romain originaire de Parme et auteur de tragédies et d'élégies, aujourd'hui perdues. Il fait partie des conjurateurs qui frappèrent Jules César en 44 av. J.-C.

## Biographie
Homo novus, il a probablement été désigner questeur par César en -44, malgré cette promotion, Cassius Parmensis participe au complot contre César en mars -44. Dans une lettre envoyée depuis Chypre le 13 Juin -43, il se réjouit de la situation dans laquelle se trouve la res publica et il renseigne Cicéron sur les opérations militaires menées contre Dolabella. Cassius Parmensis, qui agit en tant que questeur, indique avoir recruté des rameurs pour la flotte de Caius Cassius Longinus afin de poursuivre celle de Dolabella, commandée par Lucius Figulus.
Après la première défaite de Philippes et le suicide de Caius Cassius Longinus, le désespoir gagne Cassius Parmensis selon Appien et, de sa propre initiative, il détruit la flotte des Rhodiens, pour éviter qu'ils soient armés en cas de révolte. Convergent ensuite vers lui les rescapés de la deuxième défaite de Philippes. Ensembles, ils rejoignent Lucius Staius Murcus et Cnaeus Domitius Aenobarbus. Lorsque Lucius Staius Murcus rejoint Sextus Pompée, Cassius Parmensis se retrouve lui aussi en Sicile. En -35, il fait partie des derniers partisans de Pompée qui se rendent à Antoine et il reste auprès du triumvir jusque'a sa mort en -31.
Tué sur ordre d'Auguste, il est le dernier des assassins de César à mourir (31 av. J.-C.).